# ナンセンのフラム号遠征

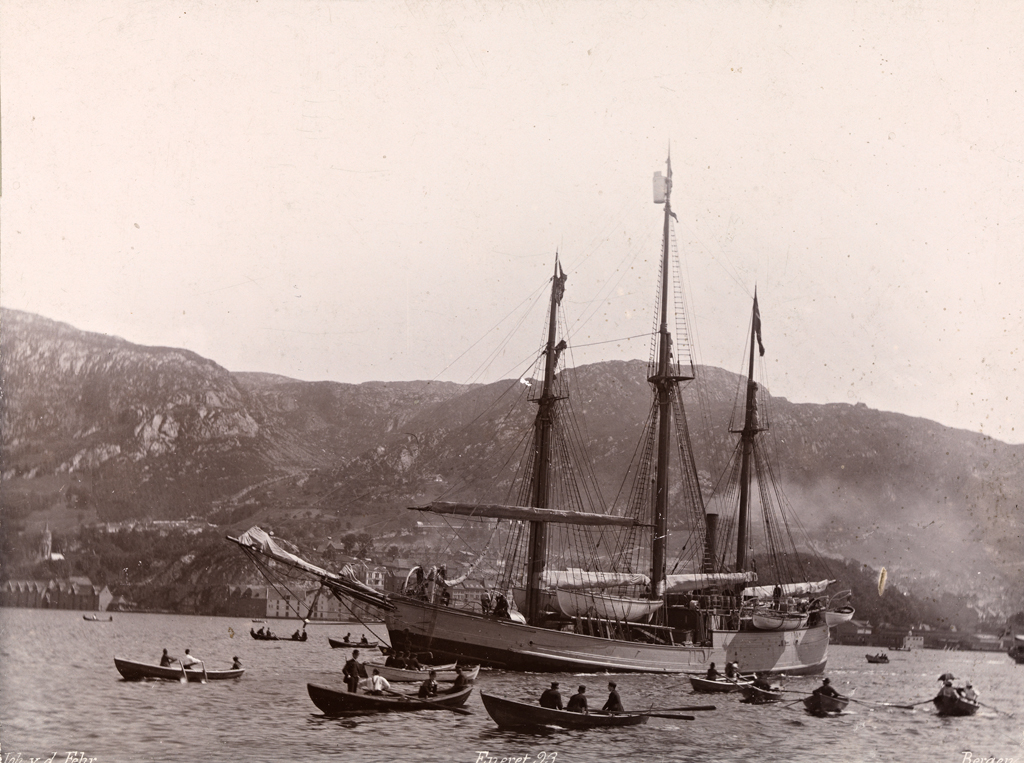
北極海に向けてベルゲンを出るフラム号
（1893年7月2日）

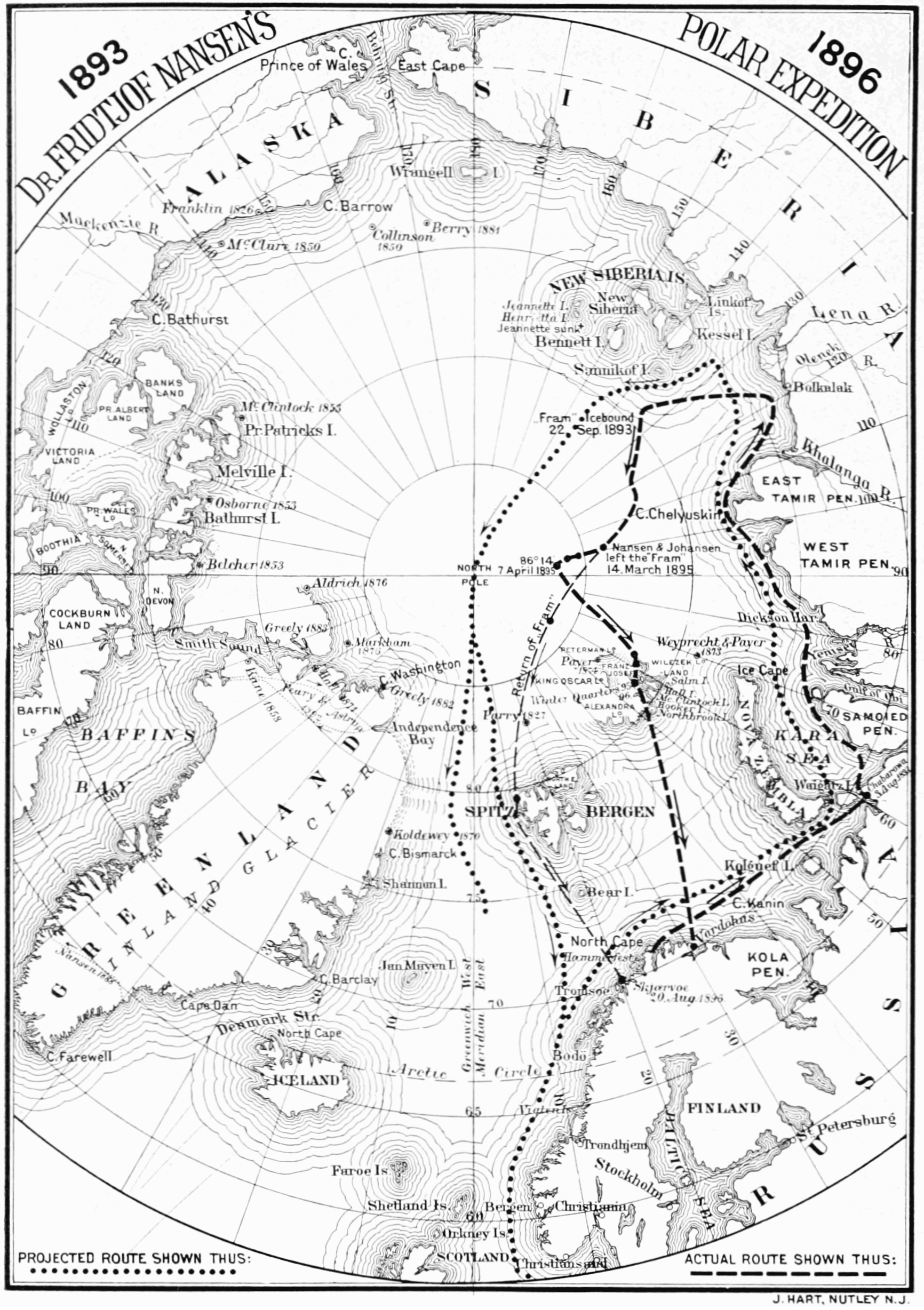
ナンセンの遠征隊が通った経路

ナンセンのフラム号遠征（ナンセンのフラムごうえんせい、英: Nansen's Fram expedition）は、1893年から1896年に、ノルウェーの探検家フリチョフ・ナンセンが、北極海の東から西に向かう自然の潮流を利用して、地理上の北極点に到達しようとした試みである。他の極圏探検家達からは多くの否定的見解が述べられていたが、ナンセンは、その遠征船フラム号で北極海東部のノヴォシビルスク諸島に向かい、叢氷の中に船を凍結させ、そのまま漂流して北極点に到達するのを待った。漂流の緩りとした速度と不安定な性格に耐えられず、18か月後にナンセンと選ばれた隊員であるヤルマル・ヨハンセンが船を降り、犬橇のチームと共に北極点を目指した。結局北極点には達しなかったが、それまでの最北端である北緯86度13.6分の記録を作り、その後2人は長期間氷と海を渡って、ゼムリャフランツァヨシファに無事帰還した。一方フラム号は西への漂流を続け、最終的には北大西洋に出てきた。
この遠征のアイディアは、アメリカの船USSジャネット号が1881年にシベリアの北海岸沖で沈没し、3年後にグリーンランド南西海岸沖で見つかったことから得られた。この難破船は明らかに北極海を渡って来ており、北極点そのものを通過した可能性があった。このことや、グリーンランド海岸で回収したほかのゴミから、気象学者のヘンリク・モーンは極点を漂流する学説を考えだし、それがナンセンをして、特別に設計した船ならば、叢氷の中に閉じ込められたまま難破船ジャネット号と同じ経路を辿り、北極点の近くに達することができると考えるに至った。
ナンセンは丸い船腹など長期間氷の圧力に耐えられるようにデザインした船の建造を監督した。この船は長く氷に閉じ込められてもほとんど脅威を受けず、3年後には無傷で戻って来た。この期間に行われた科学的観測によって海洋学の新しい分野に大いに貢献し、その後はナンセンの科学的研究の重要課題になった。フラム号の漂流とナンセンの橇の旅によって、ユーラシア大陸と北極点の間には注目するような陸地がないことが証明され、北極点近くの領域は氷に覆われた深い海であることが確認された。ナンセンはこの遠征後に探検から身を引いたが、ヨハンセンと共に開発した旅や生存のための手段は、その後の30年間における北極や南極での遠征全てに影響を与えた。

## 背景

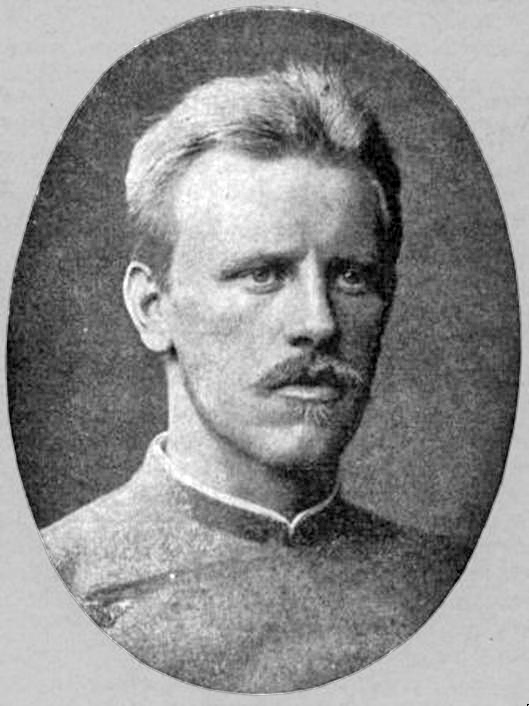
フリチョフ・ナンセン、グリーンランド横断の時の写真

1879年9月、元はイギリス海軍の砲艦で、アメリカ海軍が北極探検に転用した艦船であるジャネット号は、ジョージ・ワシントン・デロングの指揮のもと、ベーリング海峡の北にある叢氷の中に入った。最終的に氷に潰されて1881年6月13日に沈没するまで、ジャネット号は2年弱にわたって氷に閉ざされたまま漂流し、ノヴォシビルスク諸島がある海域まで到達した。乗組員はボートで脱出してシベリア海岸に向かった。デロングを含めその大半は、レナ川デルタの流域で死んだ。その3年後、ジャネット号の残骸が世界の反対側、グリーンランド南西海岸のユリアーネハーブ近くに現れた。これらの破片は漂流する氷に閉じ込められたままであり、乗組員の名前が付いた衣類や、デロングが署名した文書もあった。それらは紛れもなく本物だった。
1884年、現代の気象学の創設者の一人であるヘンリク・モーン博士は、ノルウェー科学文学アカデミーで行った講演で、ジャネット号の残骸の発見は、北極海全体を東から西に流れる海洋流が存在することを示唆している、と論じた。デンマークのユリアーネハーブの総督はその発見について記述し、シベリアの海で氷に閉ざされたとしても、船が氷に耐えうる強度を備えていれば、北極海を横切り、グリーンランド南部の陸地に達するであろう、と推測した。これらの仮説を、23歳だったフリチョフ・ナンセンは興味を持って読んだ。ナンセンは当時、博士号研究を仕上げながら、ベルゲン博物館で学芸員として働いていた。ナンセンは既に凍った北極の虜になっていた。その2年前にアザラシ漁船バイキングで4か月間の船旅を経験しており、3週間は氷に閉ざされて漂流していた。スキーの専門家でもあるナンセンは、グリーンランドの氷冠を初めて横切る計画を立てており、その目標達成は学術研究の必要性から遅れていたが、1888年から1889年に思い通りに成功した。これらの期間を通じてナンセンは、東から西に北極海を漂流する仮説とそれに伴う極地探検の可能性を覚えており、グリーンランドから戻ったときには既にその計画を発表する準備ができていた。

## 準備

### 作戦

北極海、ノヴォシビルスク諸島から大西洋まで漂流する理論上の航路

1890年2月、ナンセンはオスロ（当時はクリスチャニアと呼ばれていた）で開催されたノルウェー地理学会の会合で演説した。西から北極点に接近した多くの遠征の失敗について言及した後、ジャネット号の破片の発見と共に、グリーンランドの海岸でシベリアやアラスカのものと識別された流木などのゴミの発見から示唆されるものを検討した。ナンセンは「これらを総合すると、現在の潮流は、シベリアの北極海からグリーンランド東海岸まで行く間におそらく北極点を横切っている、という結論に導かれる」と語り、今なすべきことは北極のあちら側で潮流に乗ることであり、北への流れに助けられることで、これまで流れに逆らっていたせいで誰一人として到達することが出来なかった領域に入り込める、とした。
ナンセンの計画には、小さく堅牢で操作性が良く、帆とエンジンで動き、20人の人員が5年間生存できる燃料と食料を運ぶことができる船が必要であった。この船はノヴォシビルスク諸島までジャネット号と同じ経路を辿り、ジャネット号が沈んだ付近まで行って、氷の状態が良ければ、前に進めるだけ氷の中に入っていく。その後は氷と共に漂流して北極点に向かい、最後はグリーンランドとスピッツベルゲンの間の海に出るという計画であった。船が沈没する可能性についてナンセンはほとんど有り得ないと見ていたが、その場合は浮氷の上でキャンプを張り、安全な方向に流れていくに任せることにした。ナンセンは、「もしジャネットの遠征隊が十分な食料を持っていて、かつ、残骸が見つかった流氷の上に留まっていたなら、遠征は間違いなく異なる結果になっていたであろう」と述べていた。
ナンセンの計画が公の知るところとなった時、ニューヨーク・タイムズは1892年11月13日付けの記事で「北極点を通って北極海を横切る比較的短い直線航路が存在する可能性が強く、自然が自らこの航路を提供しているかもしれない」と書きたてた。しかし、経験豊富な極圏探検家たちは否定的であった。アメリカの探検家アドルファス・グリーリーはその計画を「自滅的な筋の通らない計画」と呼んだ。その助手であるデイビッド・ブレナード大尉は、「かつて考えられた中でも最も工夫の無い計画の1つ」と呼び、それは大惨事に終わるだろうと予告した。ジョン・フランクリン卿の消えた遠征隊の捜索にあたったベテランのアレン・ヤング卿は、氷の圧力に耐えられる船を建造することは不可能とし「もし氷に潰されるようなふくらみが無いとすれば、その船はどんな素材で作られているというのか」と述べた。1839年から1843年にジェイムズ・クラーク・ロスと共に南洋を航海したジョセフ・フッカー卿も同じ意見であり、そのリスクを冒す価値は無いと考えた。しかし、同じくらい経験を積んだフランシス・レオポルド・マクリントック卿はナンセンの計画を「王立地理学会の認識下にもたらされた最も冒険的な計画」だと述べた。1878年から1879年にかけてのアドルフ・エリク・ノルデンショルド男爵の北東航路制覇を資金面で援助したスウェーデンの慈善事業家オスカル・ディクソンは、ナンセンの計画に大きく心を動かされ、資金提供を申し出た。しかし、当時のノルウェーの国粋主義の盛り上がりもあり、スウェーデンからの誘いはノルウェーのマスコミを刺激することとなった。そのためナンセンはノルウェーの支持者のみに頼ることとし、ディクソンの申し出は辞退した。

### 資金
遠征の総費用に関してナンセンの当初の見積もりは、30万ノルウェー・クローネだった。ナンセンはノルウェー議会で情熱的な演説を行った後、20万ノルウェー・クローネの歳出を認められ、残りは民間の寄付から集められた。その中にはノルウェーおよびスウェーデン王オスカル2世からの2万クローネもあった。ロンドンの王立地理学会も300ポンド（6000ノルウェー・クローネに相当）を出した。しかしナンセンの見積もりは少な過ぎであり、船だけでも総費用見積額以上を要することになった。ノルウェー議会に請願し直して8万クローネが追加され、全国に訴えて資金合計額は44万5000クローネになった。ナンセン自身の証言に拠れば、不足額は自分の懐から出した。一方で、ナンセンの伝記を著したローランド・ハントフォードは、最終的な不足額12000ノルウェー・クローネは裕福な支持者であるアクセル・ハイバーグと在外イギリス人のチャールズ・ディックの2人が埋めた、と書いている。

### 船

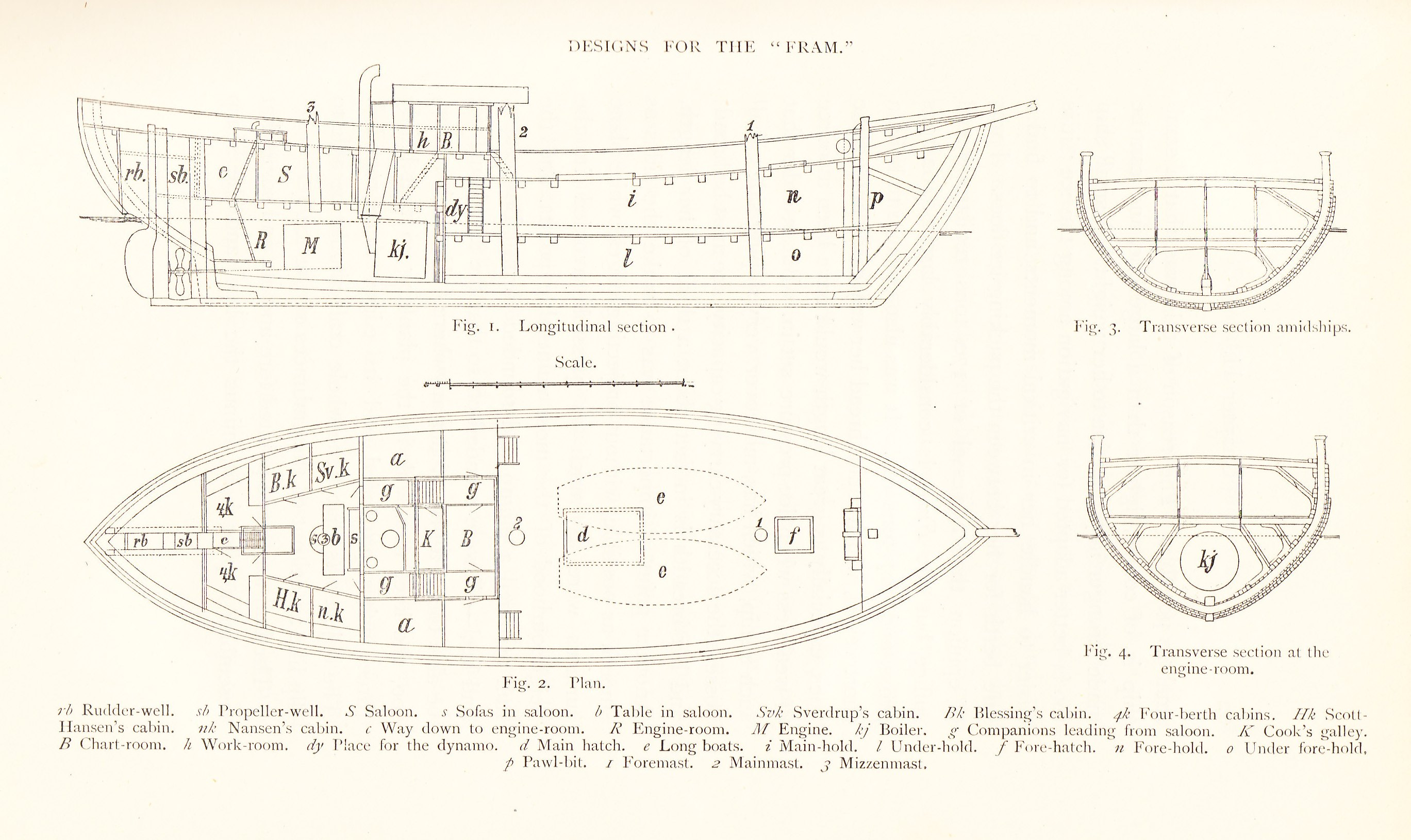
ナンセンと造船業者コリン・アーチャーが合意したフラム号の断面図と平面図

ナンセンは船を設計し建造するために、ノルウェーの指導的造船業者であり海洋建築家だったコリン・アーチャーを選んだ。アーチャーは浅い喫水でありながら堪航性に優れた特殊な船殻設計で知られており、船尾も船首と同様に尖った形にして操作性を増した「ダブル・エンデッド」（船首尾同形）のデザインを開発していた。ナンセンは、アーチャーが「次から次に図面を引き、新しいものを作っては直ぐに捨てていた」と記録している。最終的に設計に合意が成立し、1891年6月9日に2人は契約書に署名した。
ナンセンは船を1年以内に完成させることを望んだ。自分のアイディアを取り入れた他の誰かに出し抜かれる前に出発したいと願ったのである。この船の外形で最も重要な特徴は、氷が付着しないように船殻を丸くしていることだった。船首、船尾、竜骨も丸くされ、船腹は滑らかに、ナンセンの言葉では、「氷に捕まれてもウナギのようにすり抜ける」ものになっていた。船殻を強化するために、手に入る中では最も硬い木材である南アメリカのグリーンハートで船殻が覆われた。船殻は3層となり、組み合わせた厚さは24インチから28インチ (60–70 cm) となった。船首では約48インチ (125 cm) にもなり、さらに突き出した鉄の部材で保護された。船殻の全長にわたる梁と筋交いによって全体の強度が上げられた。

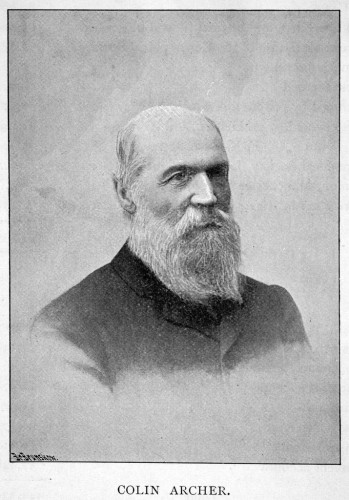
コリン・アーチャー、フラム号の設計者かつ造船者

この船は3本マストのスクーナーとして作られ、帆の広さは合計6,000平方フィート (560 m2) あった。補助エンジンは220馬力あり、時速7ノット (13 km/h) まで上げられた。しかし、速度と航行性能は二次的な要求事項であり、数年間にも及ぶかもしれない漂流の間、ナンセンと乗組員を守る安全で温かい活動拠点たることが第一だったので、居住区の保温には特別の注意が払われた。登録総トン数は約400トンであり、ナンセンが予想したよりもかなり大きくなった。全長は128フィート (39 m)、全幅は36フィート (11 m)、細長比は3対1であり、異常なほどずんぐりした外観だった。この変わった形についてアーチャーは、「ナンセンの目的に合わせるように例外的な作りをした船であり、他の船とは基本的に異なっているはずである」と説明した。1892年10月6日、ラルヴィクにあるアーチャーの造船所で、簡単な儀式が行われた後、ナンセンの妻エヴァの手で船は進水した。エヴァが命名者となり、船は「前進」を意味する「フラム」と名付けられた。

### 乗組員
1888年から1889年にかけてのグリーンランド遠征の時から既にナンセンは、大規模の人員・船・バックアップに頼る伝統的な航法をやめ、小規模の良く訓練された集団に頼る航法を採っていた。フラム号の航海でも同じ方針に従い、世界中から寄せられた数千の応募者の中から12人の隊員を選んだ。応募者の中には、後に南極点を征服することになる当時20歳のロアール・アムンセンがいたが、アムンセンの母は息子のフラム号乗船をやめさせた。イギリス人探検家フレデリック・ジョージ・ジャクソンも応募したが、ナンセンはノルウェー人のみを望んだため、ジャクソンは独自にゼムリャフランツァヨシファへの遠征を組織した。
フラム号の船長で、遠征隊の副隊長になる者として、ナンセンはグリーンランド横断にも参加した経験豊富な水夫のオットー・スヴェルドラップを選んだ。スループ船の船長として北極での経験があったセオドア・ヤコブセンが航海士として契約し、若い海軍大佐シグアド・スコット・ハンセンが気象学と磁気学の観測を行う任務を与えられた。船医かつ遠征隊の植物学者はヘンリク・ブレッシングであり、フラム号の出発日の直前に医学部を卒業したばかりであった。陸軍の予備役中尉であり犬ぞりの専門家だったヤルマル・ヨハンセンは、是が非でも遠征に加わると決めていたので、その時残っていた唯一の職である火夫として契約した。航海士や船長として20年間の船員経験があったアドルフ・ジュエルも同様にフラム号のコックとして契約した。アイバー・モグスタッドはゴースタッド精神科病院の役人だったが、その便利屋と機械工としての技術的能力がナンセンに印象を与えた。隊員の中の最年長者は40歳の機関士長アントン・アムンセンだった（ロアール・アムンセンとは無関係）。二等機関士のラース・ペターセンはスウェーデン国籍を隠していたが、間もなくその仲間から見つけられたものの、遠征隊に残ることを認められ、ノルウェー人ではない唯一の隊員となった。その他の隊員として、ピーター・ヘンリクセン、バーンハルト・ノアダール、バーント・ベンツェンがおり、特にベンツェンはトロムソで急遽隊員になった。

## 航海

1893年から1896年にフラム号遠征の辿った経路:
ヴァードー（ノルウェー）からシベリア海岸沿いに移動し、ノヴォシビルスク諸島から北の叢氷に入った、1893年7月から9月
ノヴォシビルスク諸島北からスピッツベルゲン西までの漂流経路、1893年9月 – 1896年8月
ナンセンとヨハンセンが最北端北緯86度13.6分に達し、その後ゼムリャフランツァヨシファのフローラ岬に戻った経路、1895年3月 – 1896年6月
ナンセンとヨハンセンがフローラ岬からヴァードーに戻った経路、1896年8月
フラム号がスピッツベルゲンからトロムソに戻った経路、1896年8月

### 氷に向かった旅
ナンセンは旅を始める前に、当初の計画を修正することにした。ジャネット号の辿ったベーリング海峡からノヴォシビルスク諸島に向かうルートの代わりに、近道をしてノルデンショルドの北東航路、すなわちシベリアの北海岸沿いを進むこととした。1893年6月24日、ナンセンと13人の隊員、そして5年分の食料を積んだフラム号は、砦からの祝砲と数千人の観衆の喝采に見送られてクリスチャニアを出港した。フラム号は海岸沿いに北上し、7月1日にベルゲンに到着（ナンセンの栄誉を称えて大きな晩餐会があった）、7月5日にトロンハイム、1週間後には北極圏内のトロムソに入った。最後に寄港したノルウェーの港はヴァードーで、7月18日に到着した。最後の物資補給を済ませたあと、ナンセン、スヴェルドラップ、ハンセン、ブレッシングは最後の陸での時間をサウナ風呂で過ごし、2人の若い女性にカバノキの枝の束（ヴィヒタ/ヴァスタ）で体を叩いてもらった（フィンランド式サウナ）。
旅の第1段階はバレンツ海を東進してノヴァヤゼムリャに向かい、ヴァイガチ島を臨むユゴルスキー半島のハバロワの町で最初の橇犬たちを積み込んだ。8月3日、フラム号は錨を揚げて慎重に東に進み、翌日にはカラ海に入った。それまでカラ海を航行した船はほとんど無く、海図は不完全だった。8月18日、エニセイ川デルタ近くで、海図に無い島が発見され、フラム号船長にちなんでスヴェルドラップ島と名付けられた。フラム号はユーラシア大陸の最北端であるタイミル半島とチェリュスキン岬を目指していたが、厚い氷が船の進行を遅らせ、船のボイラーを修理・清掃していた8月末の4日間はほとんど止まっていた。乗組員は死水現象にも遭遇した。これは重い塩水層の上に清水層が乗ることで生じるエネルギーの消散により、船が前に進まなくなる現象である。9月9日、広い範囲で氷の無い海が現れ、翌日フラム号はチェリュスキン岬を回り込んだ。その向こうにあるラプテフ海に入ったのは、1878年のノルデンショルドが乗ったヴェガ号以来2隻目となった。
2番目の橇犬たちが待っているオレニョーク川河口には氷に阻まれ接近できなかった。その後、北と東に進んでノヴォシビルスク諸島に向かった。ナンセンの希望では北緯80度まで開けた海があり、その後に叢氷に入るということだったが、9月20日、北緯78度より南で氷を見つけた。フラム号は氷の端部を進んだ後、北緯78度を超えた所にある小さな湾で停船した。9月28日、氷が割れそうにないことが確認され、犬達は船から氷の上の犬小屋に移された。10月5日、舵を水中から船内に引き上げ、スコット・ハンセンの言葉では、船は「冬のあいだ完全に係留される」かたちになった。その位置は北緯78度49分、東経132度53分だった。

### 漂流
10月9日、フラム号は初めて氷の圧力を受け、無傷のまま流氷に乗り上げた。アーチャーの設計が想定通りに機能したことが早くも証明されたのである。とはいえ、氷の上の第1週は失望の7日間だった。予想外の漂流でフラム号は旋回し、ある時は北に、ある時は南に向いた。6週間が経った11月19日までに、フラム号は氷の上に乗り上げた緯度より南に来ていた。

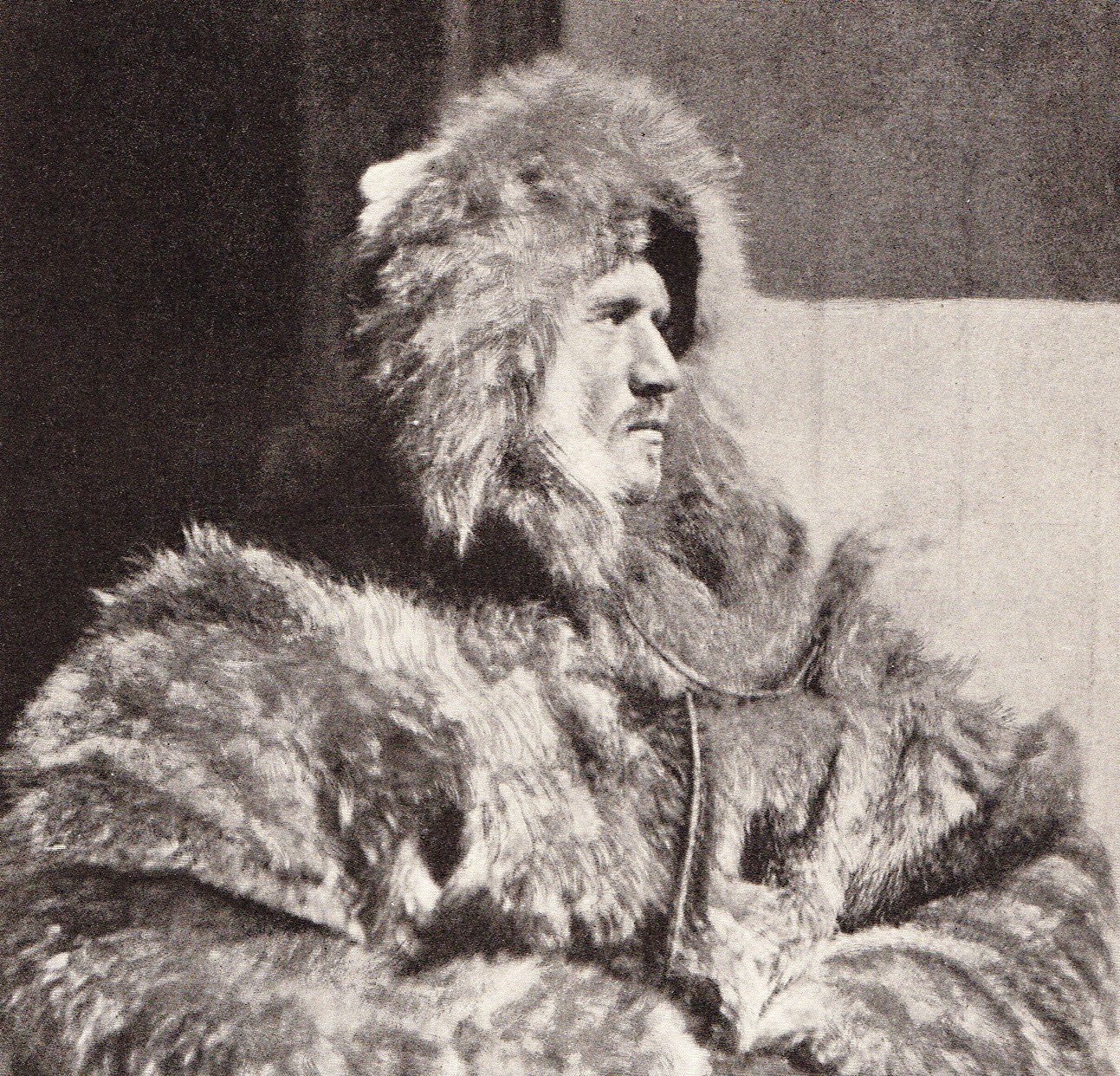
ヤルマル・ヨハンセン、フラム号の火夫、犬橇の専門家、北極点行の時にナンセンが選んだ仲間

10月25日、極夜となり、風力発電機で起こした電力で電燈を灯した。平穏だが退屈で怠惰な日常が始まった。隊員同士がイライラを募らせ、時には喧嘩も起きた。ナンセンは新聞の発行を始めたが、関心を呼ぶこと無くやがて立ち消えになった。こまごまとした仕事はあったし科学的観測は継続されたが、緊急性は無かった。ナンセンは航海日誌に憤懣を綴っている。「私はこの生気のなさ、この無気力を打破しなければならないし、エネルギーのはけ口を見つけねばならないと思う」と記し、後には「何か起こらないだろうか? ハリケーンが来てこの氷を引き裂いてはくれないだろうか?」とも書いている。年が改まった1894年1月になって北向きの漂流に変わった。3月22日にはついに北緯80度を通過できた。
ナンセンは漂流の不確かな方向性と緩慢たる速度から、船が北極点に達するまでに5年間掛かるかもしれないと計算した。1894年1月、ヘンリクセンとヨハンセンと共にフラム号から北極点まで犬橇の旅を行う可能性について初めて検討したが、直ぐには計画を作らなかった。ナンセンは犬ぞりの操舵をマスターしようとしたが、最初は全くうまくいかなかった。それでも辛抱強くやっているうちに次第に形になってきた。また、クロスカントリースキーの標準的な速度が、荷を積んだ橇を犬が曳く速度と変わらないことを発見した。人が橇に乗らず自分の力でスキーを操れば、その分だけ多くの物資を橇に積むことができる。伝記作者かつ歴史家のローランド・ハントフォードに拠れば、これは極地での移動方法として革命的なことだった。

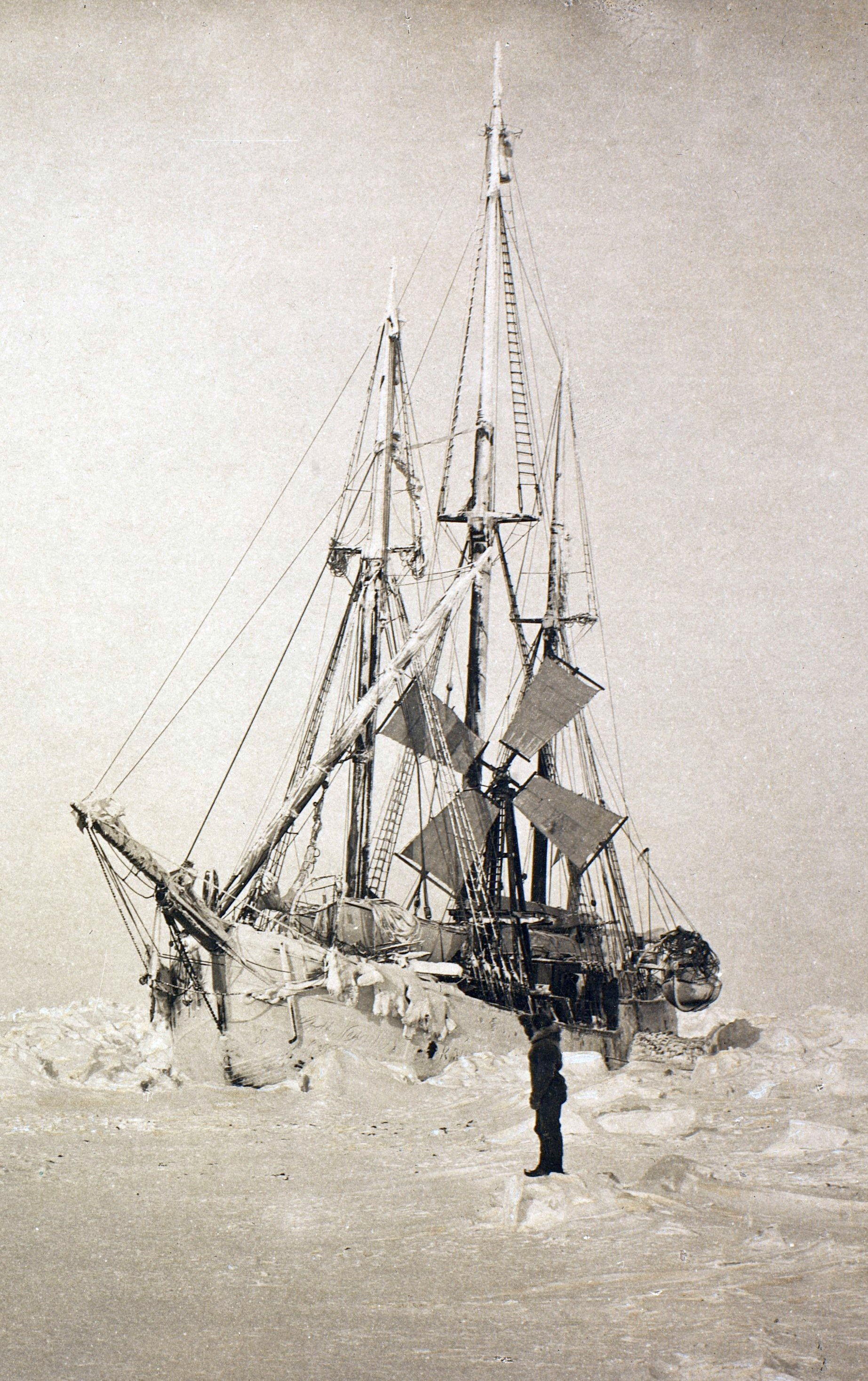
流氷に乗り上げ閉じ込められたフラム号、1894年3月

ノルウェーの憲法記念日を祝った2日後の5月19日、フラム号は北緯81度を通過した。北向きの速度はやや速くなっているものの、それでもやっと1日1マイル (1.6 km) に過ぎなかった。北極点に達するには橇の旅が必要になるという考えが確信になってきて、9月には隊員全員に1日2時間、スキーの練習をするように命じた。11月16日、ナンセンは、北緯83度を過ぎれば、自分と隊員の1人が船を離れて北極点に向かう行軍を始めるつもりであると隊員に明かした。その2人は北極点に達した後にゼムリャフランツァヨシファに向かい、その後にスピッツベルゲンに渡って、故郷へ連れ帰ってくれる船を見つける計画だった。その3日後、ナンセンは、隊員のなかでも最も犬橇の経験を積んでいたヤルマル・ヨハンセンに、極点への旅の同行を求めた。
乗組員はその後の数か月間で、北極点に向かって突き進む旅の準備をした。荒い地形でも早く進むことができるような橇を作り、海上を渡ることも予測されたので、イヌイットのものをモデルにしてカヤックを作った。特別の衣類やその他の装置については、終わりの無いテストが行われた。1895年1月3日、激しく長い振動が船を震わせるようになり、2日後には船が潰される可能性を考えて、隊員が下船した。しかし圧力が弱まり、隊員は船に戻ってナンセンの旅の準備を再開した。フラム号はアドルフ・グリーリーが作っていた最北端の記録北緯83度24分を越え、1月8日には北緯83度34分に達していた。

### 北極点に向けた旅

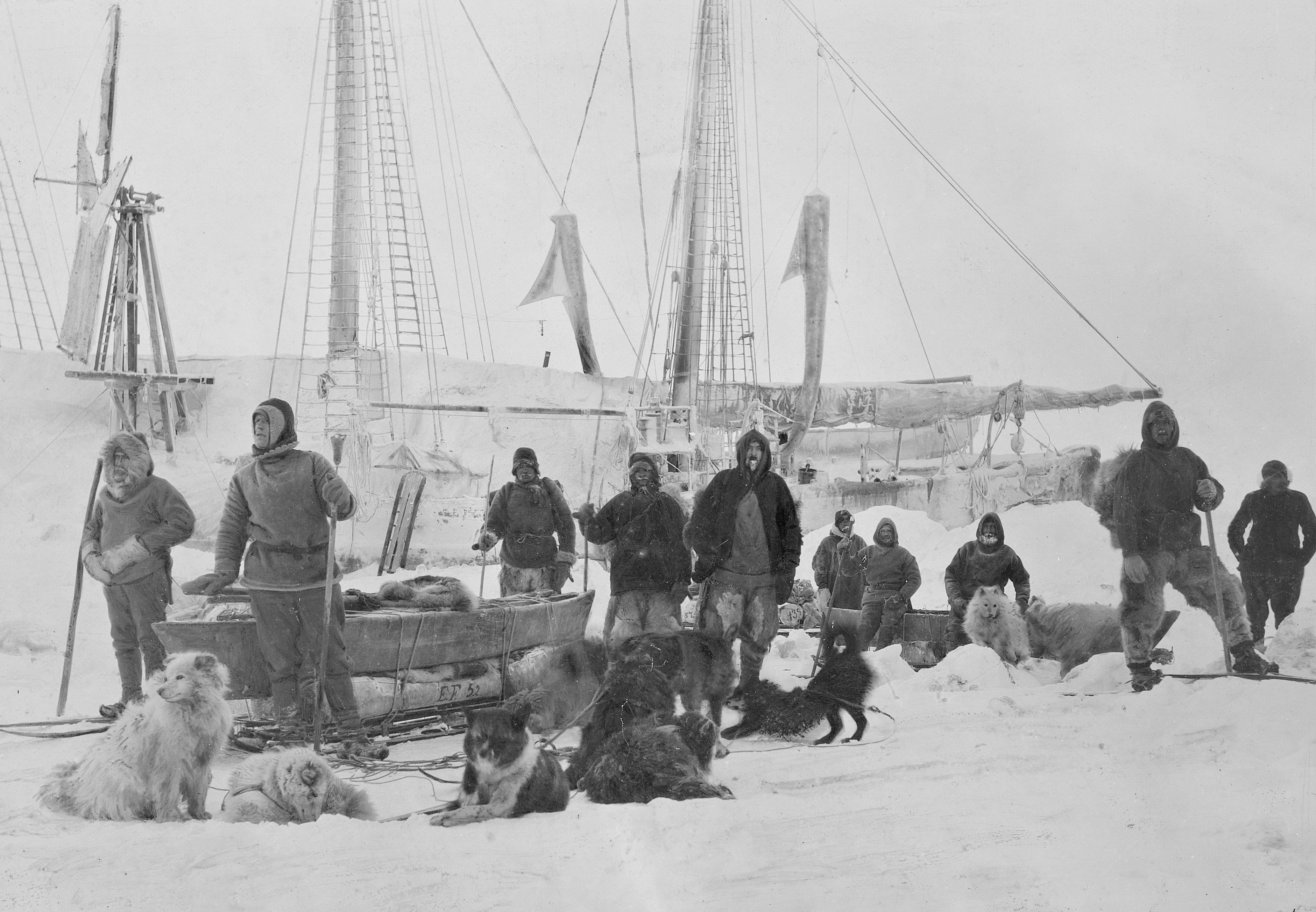
フラム号を離れ、北極点に向けて旅立つナンセン（左から2人目）とヨハンセン（右から2人目）、1895年3月14日

1895年2月17日、ナンセンは妻エヴァに宛てた別れの手紙を書き、もし自分が災難に遭った場合、「私が最期に見るのは君の姿だろう」と記した。また、北極点に到達したあと目標にするゼムリャフランツァヨシファに関するものは何でも読んで勉強した。ゼムリャフランツァヨシファ周辺の多島海は1873年にジュリアス・フォン・ペイヤーによって発見されたばかりで、まだ地図化も不十分だった。しかし、無数のクマやアザラシが生息しているのは明らかであり、文明世界に戻る旅の中で優れた食糧源になると見ていた。

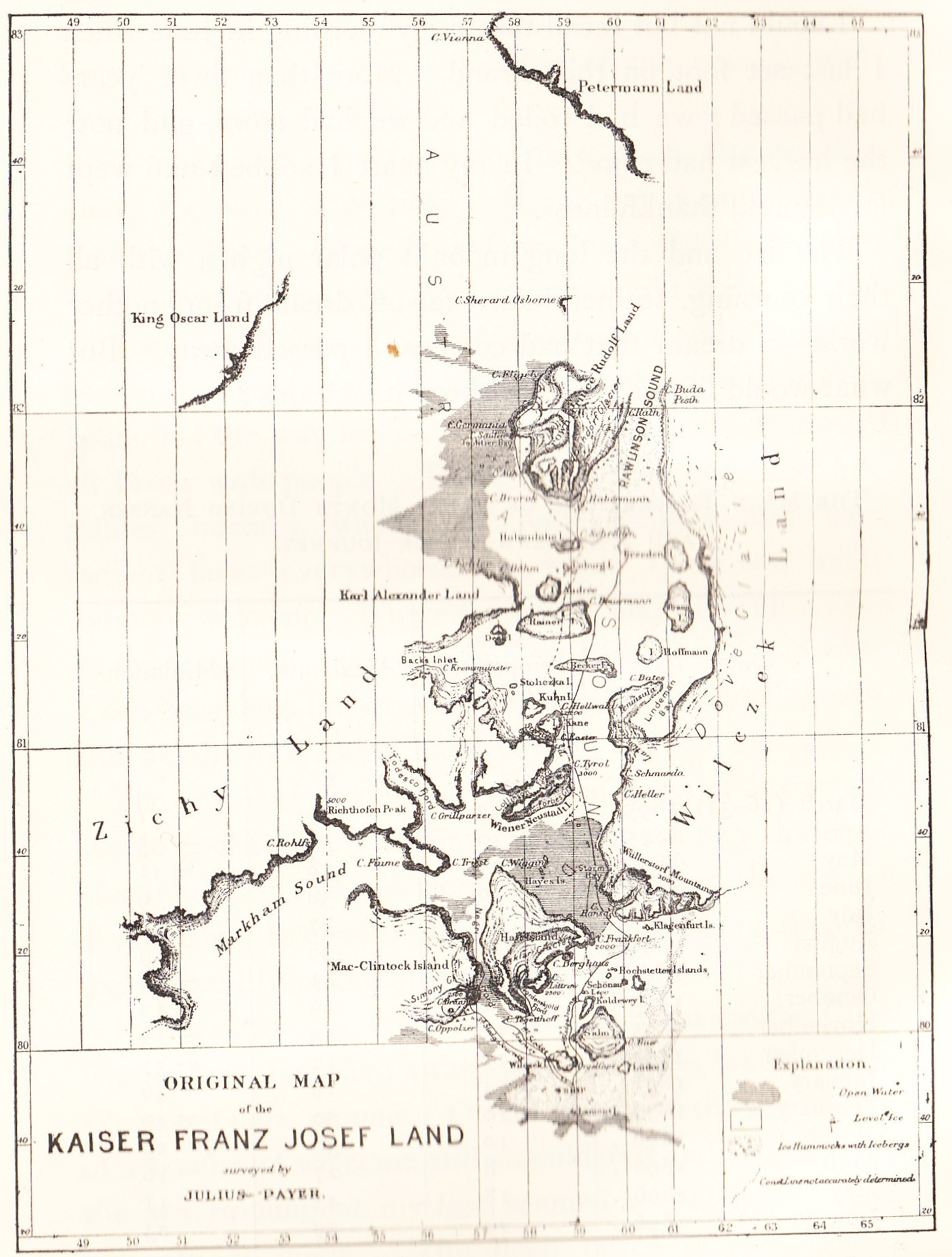
ユリウス・フォン・パイアーが1874年に作ったゼムリャフランツァヨシファの地図。ナンセンが旅の初めに手に入れることができた地図。

3月14日、船は北緯84度4分に達し、ナンセンとヨハンセンは遂に北極点行を開始した。出発の試みはこれが3度目であり、2月26日と28日にもスタートを試みていたが、短い距離を動いた後に橇が損傷して戻って来ていた。2度の失敗の後でナンセンは装備を徹底的に点検し直し、荷物を最小限にし、重量を再計算して橇を3台に減らし、再度出発命令を出した。最初の夜は支援隊が同道してキャンプを共にし、翌日ナンセンとヨハンセンだけが先に進んだ。
最初のうち2人は主に平坦な雪原を進んだ。ナンセンは北極点までの356海里 (660 km) を50日で進むつもりでおり、そのためには1日7海里 (13 km) という速度が必要だった。3月22日、六分儀の観測で北極点に向かって65海里 (120 km) 進んでおり、1日平均では9海里 (17 km) 以上を進んでいることがわかった。これは-40 °F (−40 °C) 前後と極めて低い気温にも拘わらず、また進んだ距離を記録した橇の記録計が無くなるなど小さなトラブルがあったにも拘わらずのことであった。しかし、雪の表面が平らではなくなり、スキーでの移動が難しくなると、その速度が落ちた。3月29日の六分儀による観測では、2人は北緯85度56分まで来ており、1週間で47海里 (87 km) 北極点に近づいたが、1日当たりの平均進度が落ちていることも示していた。さらなる懸念となったのは、その日の経緯儀の観測ではまだ北緯85度15分にしか到達していないという結果が出て、どちらが正しいのか知る術がなかったことだった。2人は、自分たちが北に向かって進みつつ氷原ごと南へも漂流しており、進んだ距離が必ずしも北向きの絶対的移動距離と同一視できないことに気付いた。ヨハンセンは日記に、「私の指はすべて潰れている。ミトンが硬く凍っている。…だんだんと悪くなる。…これから我々に何が起こるかは神のみぞ知る」と沈鬱な心情を綴っている。

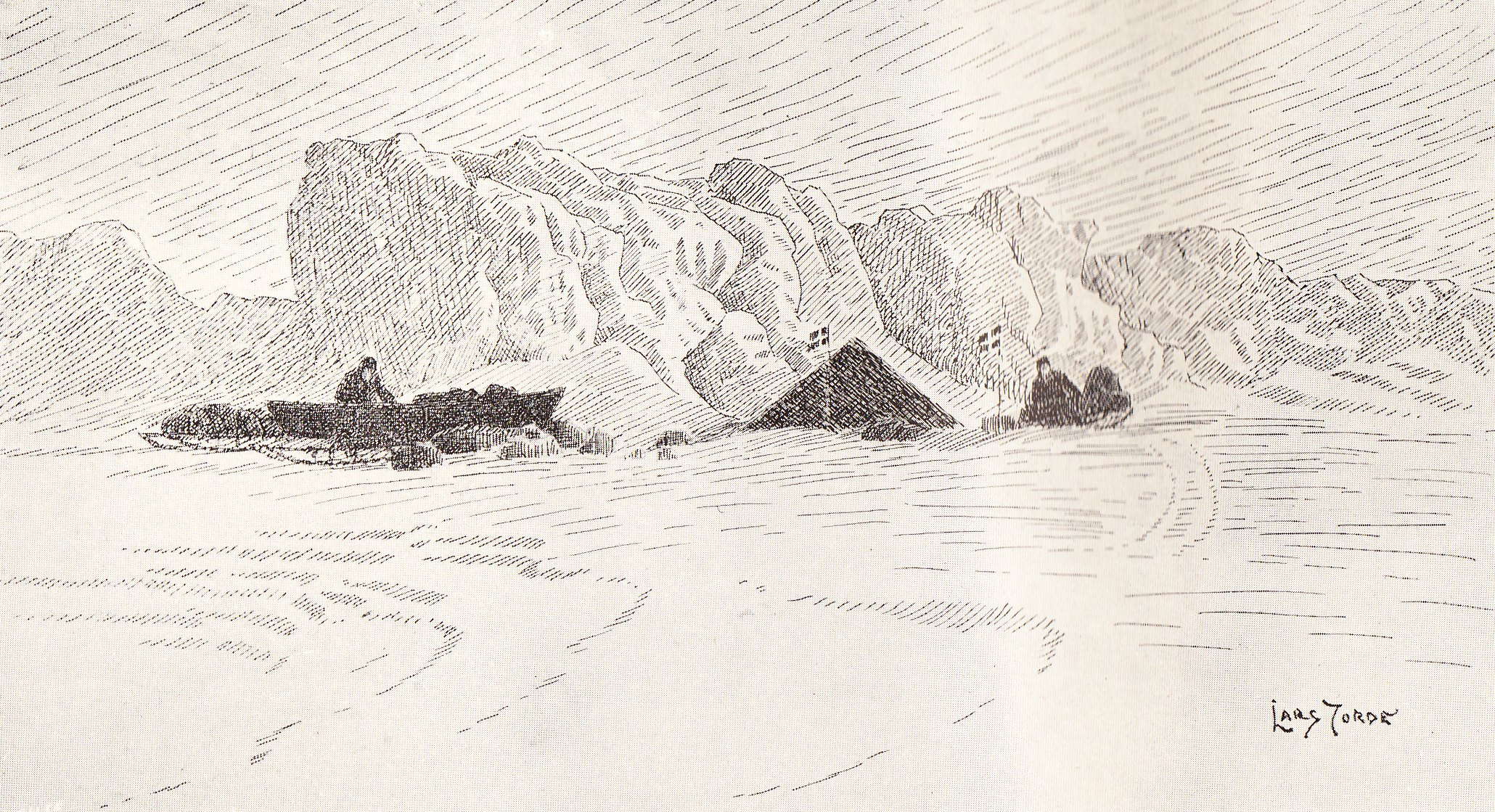
画家が想像して描いたナンセンとヨハンセンの最北端キャンプ、北緯86度13.6分、1895年4月7日

4月3日、難航の数日間を経てナンセンは、北極点は到達できる範囲内にはないのではないかと内心で疑い始めた。雪原の表面の状態が良くならなければ、北極点とその後のゼムリャフランツァヨシファに達するまでに食料が底をついてしまう。翌日、現在位置を計算したが、北緯86度3分にしかなっていなかった。落胆したナンセンは日記に「早めに引き返すべきだという思いがますます強くなってきた」と吐露している。4月7日にキャンプを設営した後で、ナンセンは前方に伸びる道をスノーシューズで偵察したが、「氷塊が混沌として地平線まで伸びている」のが見えただけだった。ナンセンはそれ以上の北進を諦め、ゼムリャフランツァヨシファのフリゲリ岬を目指すことにした。ナンセンは最北端となったキャンプの位置を北緯86度13.6分と記録した。グリーリーの最北端記録を約3度（169.6海里、314 km）更新していた。

### ゼムリャフランツァヨシファへの後退
それまで北極点を目指し氷の障壁線に対して垂直に進んでいたが、ゼムリャフランツァヨシファへのコースがその障壁線に対してほぼ平行だったためであろう、進行方向を南西に変えると旅の条件は良くなった。進行は迅速になり、4月13日、ナンセンは「これが続けば帰りは思っていたよりも早くなる」と記録している。しかし、日記の同じ日の記述には、2人とも腕時計が止まってしまったという災難をしるしてもいた。ナンセンの筆致は穏やかだったが、この出来事は惨事につながるおそれがあった。正しい時刻が分からなければ、自分たちの位置を計算できず、ゼムリャフランツァヨシファへの正しいコースを維持できなくなる。自分たちの現在位置が東経86度線上にあるというナンセンの推測に基づいて2人は時計を動かしたが、もはや正確には位置を確定できなかった。仮にその時の位置がナンセンの想定よりも西であったなら、2人はゼムリャフランツァヨシファを見過ごし、開けた大西洋に行ってしまうところだった。
漂流の方向は北向きとなり、2人の移動には障害となった。最北端から11日移動してきた4月18日までに、南に40海里 (74 km) しか進んでいなかった。この頃2人は広く開けた海水域が近くにある起伏の多い地形を進んでいた。4月20日頃、流氷の上に大きな流木が乗っているのを見た。フラム号で氷の中に入って以来初めて見る「氷の世界の外から来た物体」だった。ヨハンセンはその流木に自分とナンセンの頭文字を刻み、経度と日付も記した。その1日か2日後、ホッキョクギツネの足跡を見つけ、フラム号を離れて以来、橇犬以外では初めての生物の痕跡となった。他にも足跡が現れ、ナンセンは陸地が近いと考え始めた。

ナンセンとヨハンセンがゼムリャフランツァヨシファの島の間を抜けて行ったルート (1895年8月から1896年6月)

5月9日に計算された位置は北緯84度3分であり、ナンセンはもっと南に来ていると期待していただけに落胆した。しかし数日後にはクマの足跡を目にするようになり、5月末までにアザラシ、カモメ、クジラが豊富にいるようになった。5月31日、ナンセンの計算では北緯82度21分に来ており、その経度の推計が正しければ、フリゲリ岬まで50海里 (93 km) の位置に来ているはずだった。気候が温かくなって氷が割れ始め、移動が難しくなっていった。4月24日以降、犬を定期的に1匹ずつ殺して他の犬の餌としており、6月初めの時点では当初の28匹のうち7匹が残っているだけだった。6月21日、2人は余分な機材や物資を捨てて身軽になり、このときは豊富になって来ていたアザラシや鳥で食いつないで行こうと考えた。このやり方で1日動いた後、浮氷の上、耐水性のあるカヤックの上で休み、次の行程に備えて体力を養うことに決めた。その後の丸1か月は浮氷の上でキャンプしたままだった。
7月23日、キャンプを離れた翌日、ナンセンはまぎれもない陸の姿を初めて目にした。日記には「遂に驚異の時が来た。陸地、陸地、我々はほとんど諦めかけていた」と記した。それに続く日々で、2人は一向に近づかないように見えた陸に向かうべく奮闘し、7月末までに遠く波打ち際の音を聞けるまでに近づいていた。8月4日、ホッキョクグマの攻撃を凌ぎ、その2日後、氷の端部に到達して、陸地との間には海が広がるだけになった。8月6日、残っていたサモエド犬の最後の2匹を殺した。カヤックに橇とスキー板を渡して双胴船に変え、帆を上げた。
ナンセンは最初の陸地を「フビテンラント」（白い島）と呼んだ。氷脚の上でキャンプした後、斜面を登って周りを見回した。多島海の中に居ることは明らかだったが、不完全なゼムリャフランツァヨシファの地図に結び付けられるものを見分けられなかった。2人は正確にそれと分かる地形を見つけることを期待してただ南に下り続けた。8月16日、ナンセンはフェルダー岬の根元と暫定的に識別できる場所をペイヤーによるゼムリャフランツァヨシファの西岸の地図に書き入れた。ナンセンの次の目標はこの島の南端、アイラハーバーと呼ばれる場所に、以前の遠征隊が残したとされる小屋と物資にたどり着くことだった。しかし、逆風と浮氷のためにカヤックでの移動は危険となり、8月28日、次の極地の冬が近づいて来ていたので、ナンセンは現在の位置に滞在して、翌春を待つことにした。

### フローラ岬へ

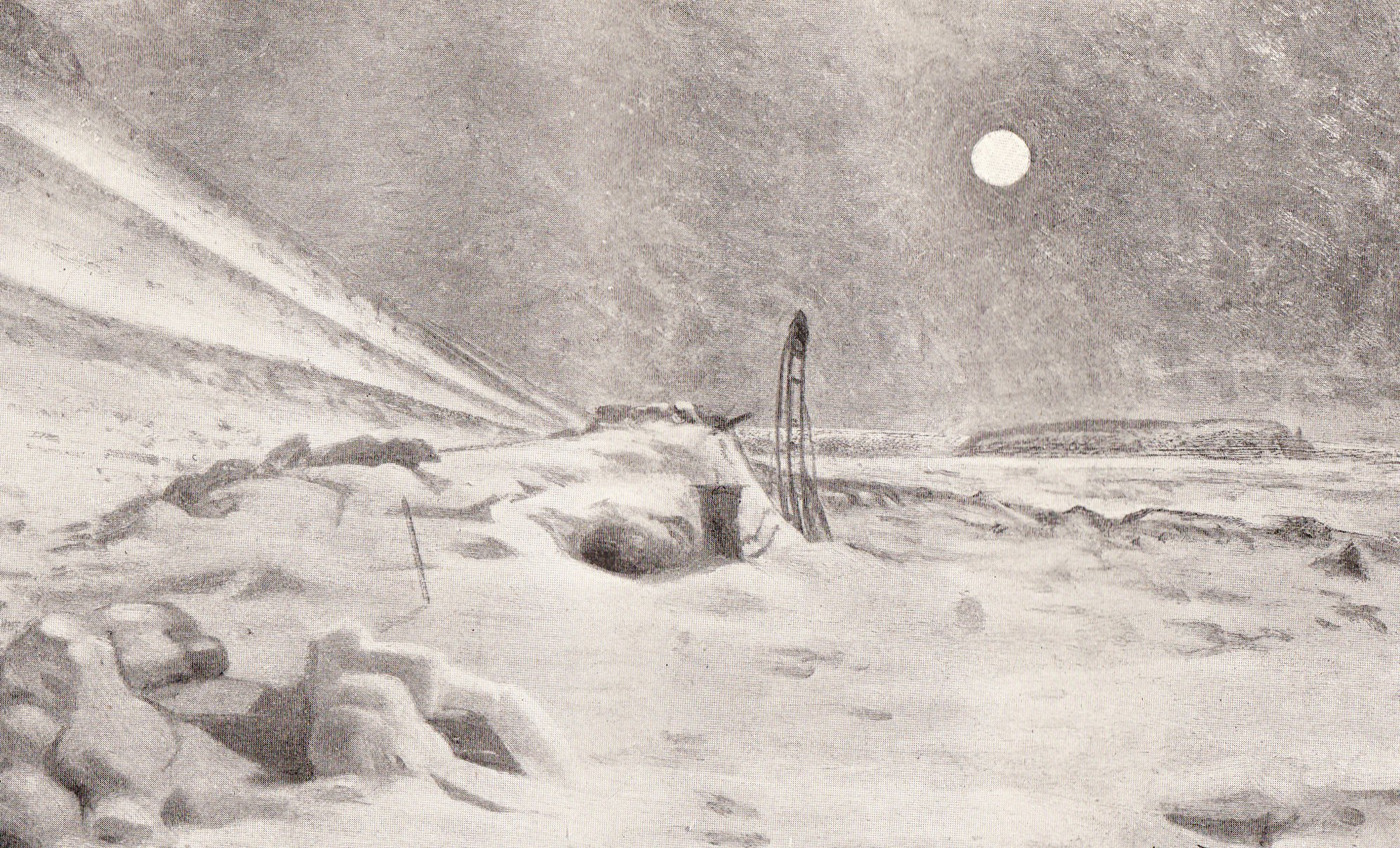
ゼムリャフランツァヨシファの上の雪で覆われた小屋、ナンセンとヨハンセンが1895年から1896年の冬を過ごした。ナンセンの写真に基づく絵画

ナンセンとヨハンセンは越冬のための基地として、現在ジャクソン島と呼ばれる島で隠れた入り江にある浜を見つけた。そこには石やコケなど建築材料が豊富にあった。深さ3フィート (90 cm) の穴を掘り、その周りに岩や石を使って壁を築き、そのうえにセイウチの毛皮を広げて屋根にした。雪とセイウチの骨を使って煙突を付けた。この隠れ家を「ザ・ホール」と名付け、9月28日には準備が整い、その後の8か月間の家になった。快適ではなかったが、命に対する脅威は無かった。ホッキョクグマ、セイウチ、アザラシが豊富におり、備蓄食料を増やすことができた。大きな敵は退屈さだった。時間を過ごすために、脂肪のランプの明かりでナンセンの帆走年鑑や航海表を読み、それを何度も読み返した。
橇で運んできた食料の中からチョコレートとパンでクリスマスを祝った。大晦日、ヨハンセンは、ナンセンが遂にくだけた呼びかけをした、と記録している。旅のあいだ中ずっと2人は「ミスター・ヨハンセン」「ナンセン教授」と形式ばった言葉遣いでお互いを呼んでいた。新年、2人はボロボロになった寝袋から出て、スモックとズボンというシンプルな外出着に着替え、温かくなったら旅を再開できるよう準備した。1896年5月19日、数週間に及んだ準備の後、2人は出発した。ナンセンは小屋を訪れる人があった場合のためにメモを残した。「我々は南西に行こうとしている。陸地に沿ってスピッツベルゲンに渡るために」と記されていた。
2人は2週間以上海岸に沿って南下した。2人が持っていたゼムリャフランツァヨシファの荒削りな地図に適合するものは見つからず、ナンセンはそこが本当にゼムリャフランツァヨシファとスピッツベルゲンの間にある地図に無い陸地なのかどうか疑っていた。7月4日、状況が変わり、越冬地を離れてから初めてカヤックを出すことができた。その1週間後、ナンセンはカヤックを回収するために氷の海に飛び込まざるを得なくなった。カヤックはまだ双胴船の形を保っていたが、不注意に係留していたために漂流して遠くに行ってしまっていた。ナンセンは何とかカヤックまで達し、最後の力を振り絞ってその上に上がった。凍るような状態であったにも拘わらず、その双胴船を漕いで戻る間にウミバトを2羽撃ち落として回収して来ていた。

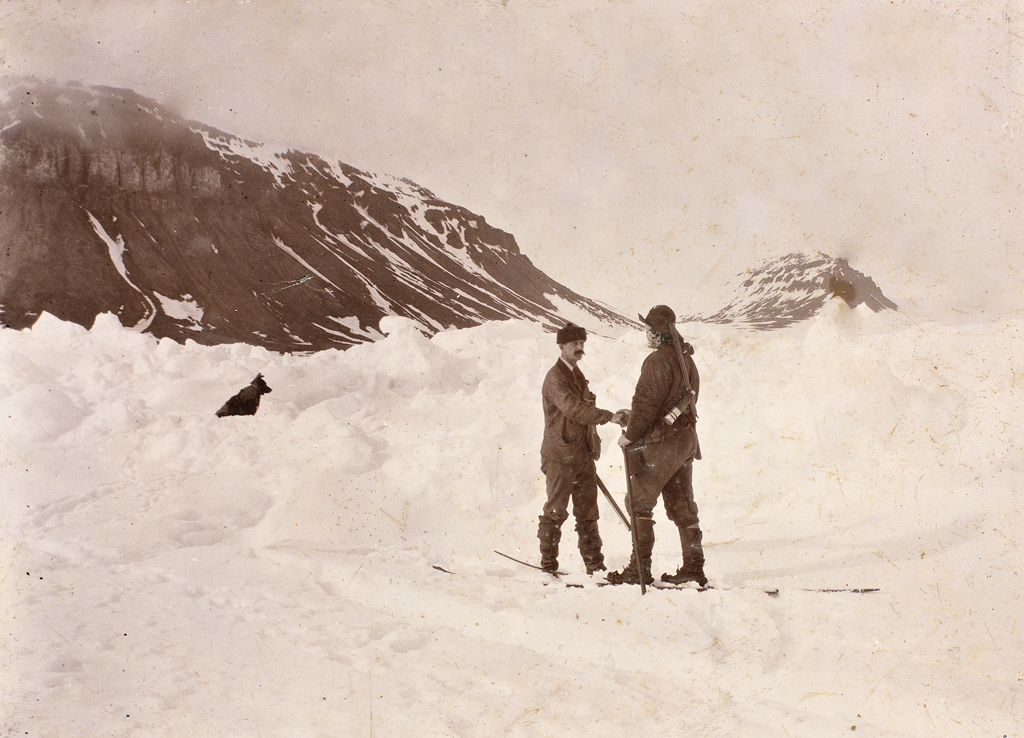
フローラ岬でのナンセンとジャクソンの邂逅、1896年6月17日。（当初の再会から数時間後に撮影のためにポーズを取った）

6月13日、セイウチが襲ってきてカヤックが損傷し、修理のために停止する必要が生じた。6月17日、再度出発する準備をしているときに、ナンセンは犬が吠えているのが聞こえたような気がして、捜索に出た。人の声も聞こえ、その数分後にはその声の主と遭遇することになった。それは、ナンセンに拒否された後で独自に遠征隊を組織してゼムリャフランツァヨシファに来て、諸島では最南端のノルトブルク島のフローラ岬に本部を設営していたフレデリック・ジョージ・ジャクソンだった。ジャクソンは最初、難破した船の水夫、その夏に来る予定だった補給船ウィンドワード号の乗組員なのではないかと思ったという。近づくにつれ、「背が高く、フェルトのソフト帽を被り、だぶだぶの服を着て、髪と髭は毛むくじゃら、全身が汗と油の悪臭にまみれている」のがわかった。戸惑いながらもジャクソンはそれが誰なのかすぐに気付いた。「ナンセンなのか」と問うと、「そうだ、ナンセンだ」という答えが返って来た。
ヨハンセンが救出され、2人はフローラ岬の基地に連れていかれて、写真に納まった。ある写真はジャクソンとナンセンの邂逅を演出する写真だった。その後に風呂に入って髪を散髪した。2人はあれだけの試練にもかかわらず健康に見えた。ナンセンは遠征の初めより体重が21ポンド (9.5 kg)、ヨハンセンは13ポンド (5.9 kg) 増えていた。ナンセンは救出者ジャクソンの栄誉を讃え、越冬した島を「フレデリック・ジャクソン島」と名付けた。その後の6週間、ナンセンは補給船ウィンドワード号の到着を待つこと以外することが無く、フローラ岬でもう一冬過ごすことになるのを心配し、ヨハンセンと共にスピッツベルゲンまで行かなかったことを後悔することもあった。一方ヨハンセンは日誌に、ナンセンがフラム号の時の威圧的な性格から従順で礼儀正しい性格に変わって来たと記し、加えて、ナンセンがこのような旅は二度としないと言っていることを記している。7月26日、ウィンドワード号が漸く到着した。8月7日、ナンセンとヨハンセンはウィンドワード号に乗船して南に向かい、8月13日にはヴァードーに到着した。一束の電報が発信され、ナンセンの無事帰還を世界に知らせた。

### 漂流（第2段階）

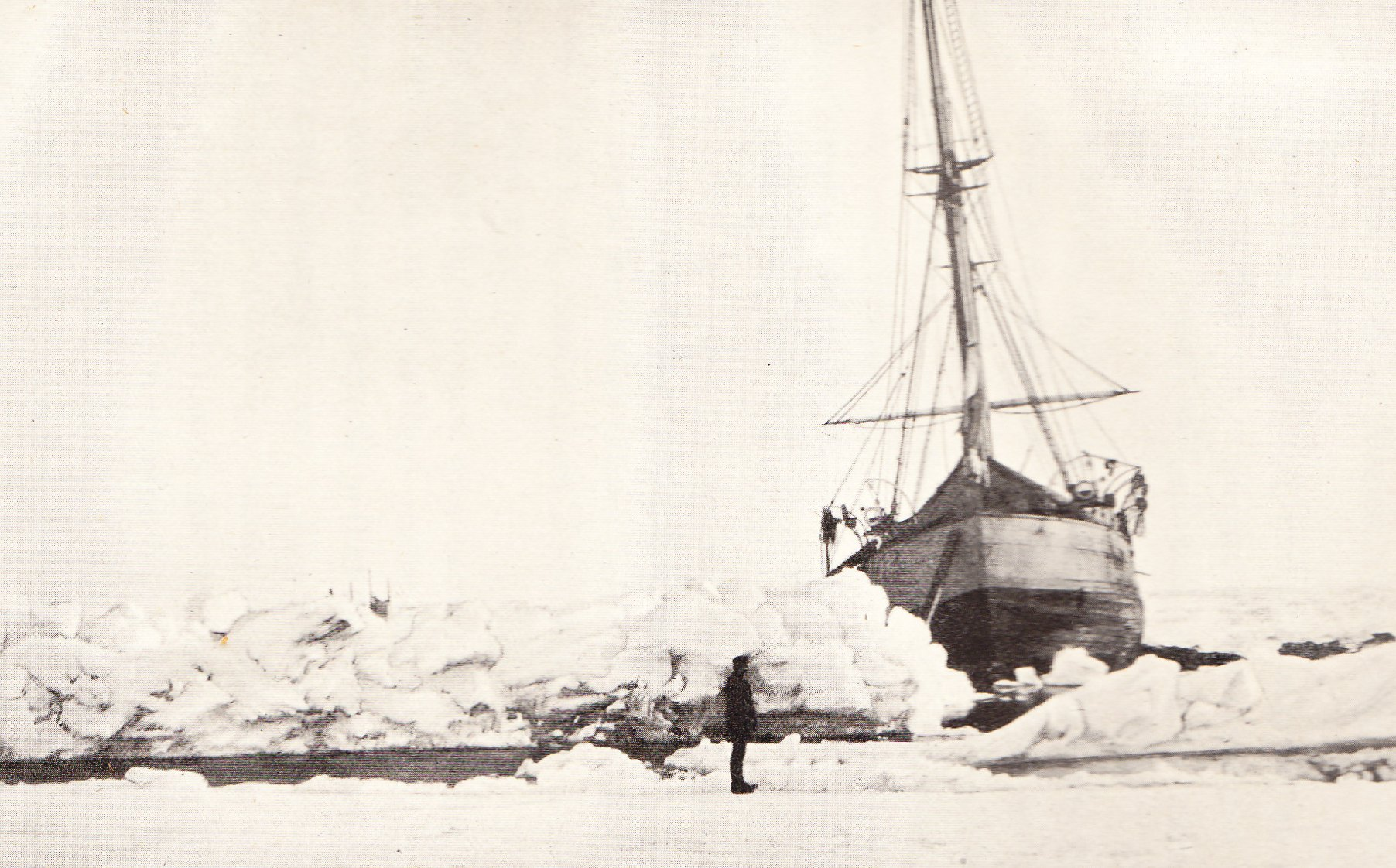
海の先端がフラム号の前に開いた。1896年5月

ナンセンはフラム号を離れる前に、遠征の残りの指導者をスヴェルドラップと指名し、大西洋までの漂流を状況の許す限り続けるよう命じていた。その状況とは船を捨てて陸を目指して移動するような事態を想定していた。ナンセンは科学観測、特に大洋の深度測定や氷の厚さの観測などを続けることについては正確な指示を出していた。ナンセンは「フラム号があろうとなかろうと、我々はノルウェーで再会することになるだろう」と考えていた。
スヴェルドラップは隊員たちに常に仕事を与えた。徹底した春の大掃除を命じ、船を不安定にする恐れがある周りの氷を掻き落とす隊を作ったりした。フラム号に差し迫った危険は無かったが、スヴェルドラップは橇の修理や分解掃除を監督し、船を捨てて陸を目指すことになった場合の物資も纏めていた。1895年の夏が近づいて暖かくなると、日々のスキー練習を再開した。並行して、気象学・磁気学・海洋学に関わる観測はスコット・ハンセンの下で継続された。フラム号は海洋学・気象学・生物学の動く研究室になっていた。
漂流が進むと海が深くなってきた。測深儀では深さ6,000フィート (1,800 m) 、9,000フィート (2,700 m) および2,000フィート (610 m) といった値が得られ、近くに未発見の陸地は無いことが示された。1895年11月15日フラム号は、ナンセンが記録した最北端から僅か19海里 (35 km) 南の北緯85度55分に達した。この地点から漂流は概ね南向き、西向きになったが、長い間ほとんどわずかにしか動かなかった。運動不足と退屈から飲酒量が増えた。スコット・ハンセンは、クリスマスと新年が「いつもどおりのケンカと二日酔い」で過ぎたと記録し、「酔っぱらいがいよいよ嫌いになってきた」と記した。1896年3月半ばまでに、船の位置は北緯84度25分東経12度50分となっており、スピッツベルゲンの北まで来ていた。6月13日、ほぼ3年ぶりに氷原の中に水路が開き、氷上にあったフラム号は再び着水した。さらに2か月経った1896年8月13日、開けた海域に辿り着き、フラム号は祝砲と共に氷を離れた。フラム号はナンセンの当初の予想のほど近く、すなわちスピッツベルゲンの北西で叢氷を脱しており、ナンセンが正しくその中傷者が間違っていたことが証明された。同じ日の遅くにフラム号はトロムソからのアザラシ漁船ソストロン号と遭遇、スヴェルドラップはボートで漕ぎ寄せたが、ナンセンからの新しい情報は得られなかった。フラム号は短期間スピッツベルゲンに寄港した。スピッツベルゲンではスウェーデンの探検家で技師のサロモン・アウグスト・アンドレーが、気球による北極点到達を計画して準備に当たっていた（アンドレーは翌1897年に計画を実行し遭難死した）。スヴェルドラップと隊員は短時間上陸した後、南のノルウェーに向かって旅を再開した。

## 再会とレセプション

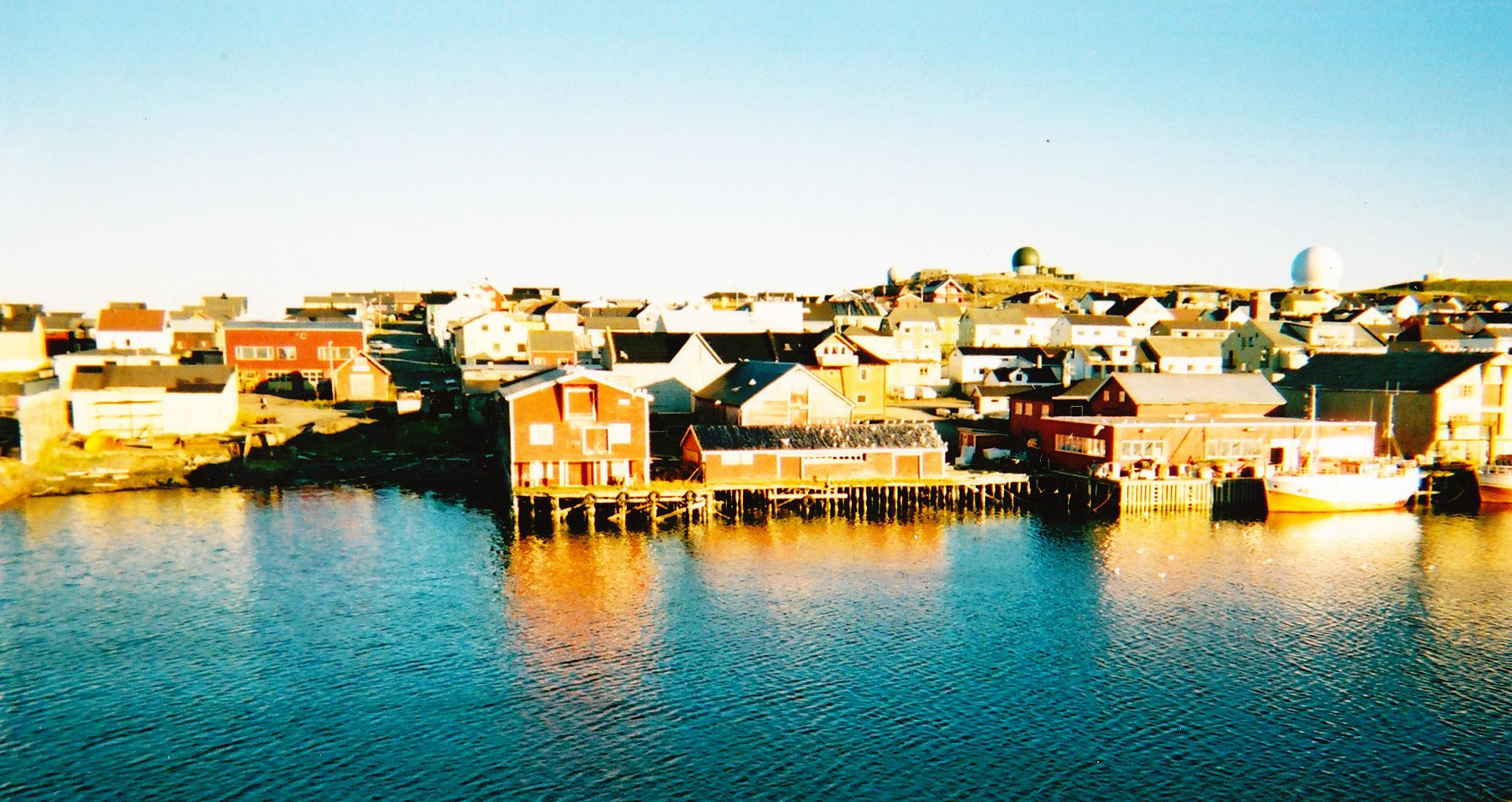
ノルウェー北部のヴァードー、ナンセンとヨハンセンは1896年8月13日にノルウェーの大地に戻って来た

遠征中の1894年4月には既に、フランスの新聞ル・フィガロで、ナンセンが北極点に到達したという噂が流れていた。1895年9月にはナンセンの妻エヴァのもとに、「北極点より」と書かれたナンセンの署名入りメッセージが発見された、という報が届いた。1896年2月には、ニューヨーク・タイムズがシベリアのイルクーツクから、ナンセンの代理人によるとナンセンが北極点に到達してそこで陸地を発見した、と報じた。アメリカ地理学協会はこれを「驚くべきニュース」と呼び、「もし本当ならば、この時代になされた最も重大な発見だ」と語った。
専門家達はこれらの報告に懐疑的だったが、ナンセンがヴァードーに帰還したことですべてに片がついた。北極漂流仮説の生みの親であり、たまたまヴァードーに滞在していたモーン教授が、ナンセンとヨハンセンを歓待した。2人は毎週来る郵便定期船（蒸気船）を待って南に向かい、8月18日にはハンメルフェストに着いて、熱狂的な歓迎を受けた。フラム号に関する知らせが無いことでナンセンの心にしこりがあったが、8月20日に、スヴェルドラップがハンメルフェストより南にあるシェルベイという小さな港に船を寄せ、トロムソに向かっているという知らせを受けた。翌日、ナンセンとヨハンセンは船でトロムソに向かい、フラム号の乗組員たちと感動的な再会を果たした。
祝賀と保養の数日の後、船は8月26日にトロムソを出港した。南への航海は勝利の凱旋であり、港毎に歓迎行事が催された。9月9日、フラム号はクリスチャニアへの帰還を果たし、軍の艦隊に護衛されて港に入った。伝記作者ハントフォードに拠れば、見たこともないような数千人の大群衆に出迎えられた。ナンセンと乗組員たちは国王オスカル2世から歓待を受け、歓迎会に行く途上では200人の体操選手が作った凱旋門の下を通過した。ナンセンとその家族は国王の特別客として宮殿に滞在した。対照的にヨハンセンは後景に留まってほとんど見過ごされており、「われわれの厳しい人生の中にあって、現実はつまるところ私に見えるほど素晴らしくはない」と記していた。

## 評価、遠征の後

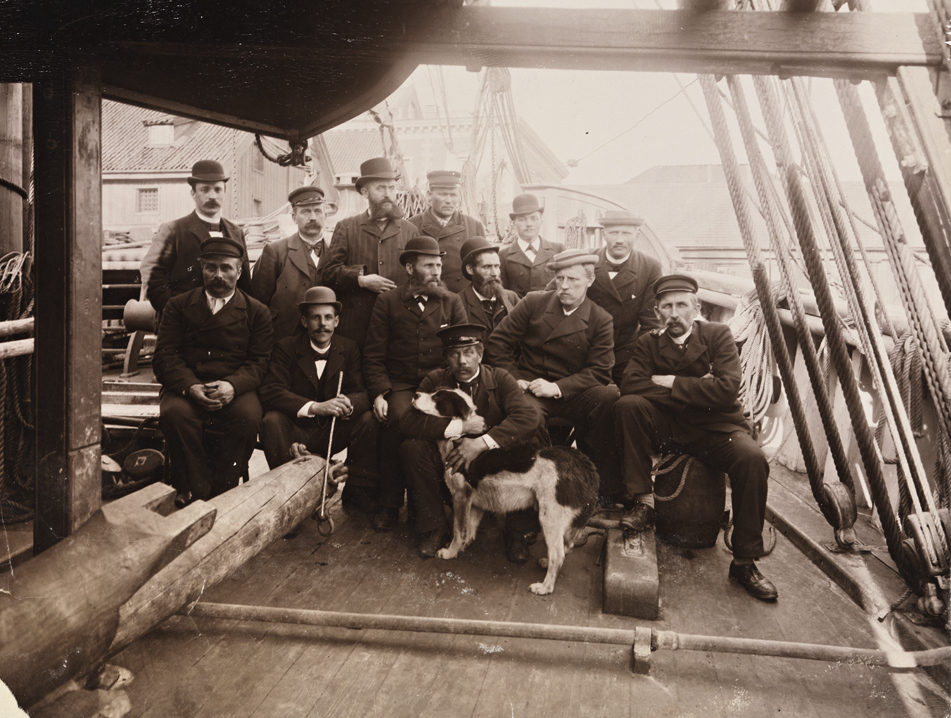
1896年8月にクリスチャニアに戻ったあとのフラム号の遠征隊員。後列左からブレッシング、ノーダール、モグスタッド、ヘンリクセン、パターセン、ヨハンセン、前列左からベンツェン、スコット・ハンセン、スヴェルドラップ、犬を抱いたアムンセン、ヤコブセン、ナンセン、ジュエル

大規模部隊に頼るそれまでの北極遠征は、人には適さない極圏の気候にも、ヨーロッパ人の技術は持ち込むことができるはずであるというある種の傲慢の上に成り立っていた。長年にわたってこの戦略ではほとんど成功せず、人や船を多く失ってきた。これとは対照的にナンセンは、訓練を重ねた少人数の隊員を率い、イヌイットやサーミ人が使う橇を利用することで、一人も犠牲者を出さず、大きな失敗もおこさずに遠征を完遂させることができた。
北極点到達という目標を達成することはできなかったが、遠征は地理と科学の大きな発見をもたらした。イギリス王立地理学会会長のクレメンツ・マーカム卿は、この遠征が「北極の地理の全体的問題を」解決したと宣言した。北極点は陸地の上にはなく、かつ恒久的な氷盤の上にもなく、予測不能な動きで漂流する流氷の上にあることが確定したのである。北極海は深い海盆であり、ユーラシア大陸の北に陸塊は無く、隠れた陸地があるとすれば、氷の自由な動きを妨げるであろうことが示された。ナンセンは、極圏漂流理論を証明した。さらに地球の自転によって、氷を風の向きに運ぶコリオリ力が存在することも示した。この発見はナンセンの弟子であるヴァン・ヴァルフリート・エクマンに引き継がれ、エクマンは後の時代の指導的海洋学者になった。この遠征の科学的観測計画から、北極海の詳細な海洋学データが初めて得られた。フラム号の航海の間に集められた科学データから、その後6巻の本が発行された。
ナンセンはこの遠征を通じて装備や技術の実験を続け、スキー板や橇のデザインを改良し、衣服、テント、調理器具を幾つか発明し、それらによって北極探検の方法に革命を起こした。ナンセンの帰還以降の探検家たちは、方法や装備についてことあるごとにナンセンに助言を求めた。中には助言に従わない者もおり、それが裏目に出ることもあった。ハントフォードに拠れば、南極の英雄となった者たち、ロアール・アムンセン、ロバート・スコット、アーネスト・シャクルトンは全てナンセンの信奉者であった。
ナンセンの位置付けについて重大な反論を出す者はいなかったが、ナンセン自身も批判から逃げなかった。アメリカの探検家ロバート・ピアリーは、ナンセンが北極点行を僅か3週間で中断したときに、なぜフラム号に戻らなかったのか不思議に思った。「ナンセンはわずかしか船を離れられないうちに戻ることになったのを恥じたのか、あるいは口論があったのか...あるいは興業的・事業的な動機でゼムリャフランツァヨシファを目指したのか?」と記している。アドルファス・グリーリーは当初この遠征全体を実行不可能なものと否定していたが、自分が間違っていたことを認め、それでも「1つの汚点」すなわち隊員を陸地から数百マイル離れた所に放置すると決断したことに注目し、「海の遠征における指揮官としての最も神聖な職務から、ナンセンはいかにして離れることができたのか、理解を越えている」と記している。ナンセンの評判はそれでも生き残り、遠征から100年後に、イギリス人探検家ウォリー・ハーバートはフラム号の航海を「探検の歴史の中で最大級に感動をよぶ勇気ある知性の例」と呼んだ。
フラム号の航海はナンセンの最後の遠征になった。1897年、クリスチャニア大学の研究室教授に指名され、1908年には海洋学の主任教授になった。その遠征の記録を出版した結果として裕福になり、その後新たに独立したノルウェー王国で様々な役職をこなし、1922年には難民救済の功績を認められノーベル平和賞を贈られた。ヤルマル・ヨハンセンは平凡な丘の暮らしに落ち着くことはなかった。漂流、借金、飲酒の時代が続いた後、ナンセンの影響力もあって、1910年にロアール・アムンセンの南極点遠征に加わる機会を与えられた。ヨハンセンは遠征隊のベースキャンプでアムンセンと激しい喧嘩を行い、南極点行隊から外された。南極から戻って1年も経たないうちに自殺した。オットー・スヴェルドラップはフラム号の船長を続け、1898年からは新しい乗組員とカナダの北極圏を4年間遠征した。後年、募金を集めてフラム号を改修し、恒久的に博物館に保管することに貢献した。スヴェルドラップはナンセンの死から7か月後の1930年11月に死んだ。
ナンセンの最北端記録は5年間保持された。1900年4月24日、アブルッツィ公が率いたイタリアの遠征隊3人が北緯86度34分に達した。この隊は3月11日にゼムリャフランツァヨシファを犬橇と共に出発していた。この隊は辛うじて戻ることができたが、別の3人の支援隊の1人が行方不明となった。

## 原註と脚注
原註
1. ↑  ナンセンの演説の結びは以下の通りである：「ノルウェー人よ、道を示したまえ! 我らの北極の上にノルウェー国旗を最初に翻さんことを!」[19]
2. ↑  ナンセンの最初の考えは170トンもあれば十分というものだった[26]
3. ↑  参考として、フラム号に次いで極圏探検のために建造されたスコットの遠征船ディスカバリーは細長比が5対1だった[28]
4. ↑  ナンセンはこの決定について説明はしなかった。近道をする方が安全であり、漂流を早く始められるとだけ説明した[37]
5. ↑  ナンセンは北アメリカの側に未発見の陸地がある可能性を認める用意があった[117]

脚注
1. ↑  “Popular Science Monthly, Volume 57, August 1900”. 2012年12月21日閲覧。
2. ↑  Holland, pp. 89–95.
3. ↑  Fleming, pp. 218–229.
4. 1 2  Nansen, pp. 17–22, Vol. I.
5. 1 2 3 4 5  Haberman.
6. ↑  Huntford, pp. 21–27.
7. ↑  Huntford, p. 49.
8. ↑  Nansen, p. 15, Vol. I.
9. ↑  Nansen, pp. 15–29, Vol. I.
10. 1 2  Nansen, pp. 30–31, Vol. I.
11. ↑  Nansen, pp. 32–33, Vol. I.
12. ↑  New York Times, "Dr. Nansen's Arctic trip".
13. ↑  Berton, p. 489.
14. ↑  New York Times, "Will Nansen Come Back?".
15. ↑  Nansen, pp. 42–45, Vol. I.
16. ↑  Berton, p. 492.
17. ↑  Nansen, pp. 47–48, Vol. I.
18. ↑  Huntford, pp. 180–182.
19. ↑  Fleming, p. 239.
20. 1 2  Fleming, p. 240.
21. ↑  Nansen, pp. 54–57, Vol. I.
22. ↑  Huntford, p. 214.
23. 1 2  Huntford, pp. 183–184.
24. ↑  Nansen, pp. 59–60, Vol. I.
25. ↑  Huntford, p. 186.
26. 1 2 3  Nansen, pp. 62–68, Vol. I.
27. ↑  Nansen, p. 69, Vol. I.
28. ↑  Savours, p. 13.
29. 1 2  Huntford, pp. 192–197.
30. ↑  Archer, quoted in Nansen, p. 60, Vol. I.
31. 1 2 3 4  ナショナルジオグラフィック. “ナショナル ジオグラフィック日本版 2009年1月号 / 北極探検 二つの物語 3 (文：ハンプトン・サイズ)”. 2018年4月2日閲覧。
32. ↑  Fleming, pp. 237–238.
33. ↑  Fleming, p. 241.
34. 1 2  Nansen, pp. 78–81, Vol. I.
35. ↑  Huntford, p. 218.
36. ↑  Huntford, pp. 221–222.
37. ↑  Nansen, p. 31, Vol. I.
38. 1 2  Fleming, p. 243.
39. ↑  Huntford, pp. 206–207.
40. ↑  Huntford, pp. 222–223.
41. ↑  Nansen, pp. 82–97, Vol. I.
42. ↑  “Khabarova”. 2018年4月2日閲覧。
43. ↑  Huntford, pp. 225–233.
44. ↑  Nansen, pp. 142–143, Vol. I.
45. 1 2 3  Huntford, pp. 234–237.
46. ↑  ナショナルジオグラフィック. “ナショナル ジオグラフィック日本版 2009年1月号 / 北極探検 二つの物語 2 (文：ハンプトン・サイズ)”. 2018年4月2日閲覧。フラム号の舵とスクリューは、水中から船内に引き上げることが可能だった。
47. ↑  Huntford, pp. 238–239.
48. ↑  Huntford, p. 242.
49. ↑  Huntford, p. 246.
50. ↑  Huntford, p. 245.
51. ↑  Huntford, pp. 247–252.
52. ↑  Fleming, pp. 244.
53. ↑  Nansen, p. 378, Vol. I.
54. 1 2  Huntford, pp. 257–258.
55. ↑  Nansen, pp. 248–250, Vol. I.
56. ↑  Huntford, pp. 260–261.
57. ↑  Huntford, p. 262.
58. ↑  Huntford, pp. 268–269.
59. ↑  Fleming, pp. 246–247.
60. ↑  Huntford, pp. 275–278.
61. ↑  Huntford, p. 288.
62. ↑  Huntford, p. 285.
63. ↑  Nansen, p. 518, Vol. II.
64. ↑  Nansen, pp. 79–80, Vol. II.
65. ↑  Nansen, pp. 83–85, Vol. II.
66. ↑  Nansen, pp. 88–90, Vol. II.
67. ↑  Huntford, pp. 302–307.
68. ↑  Huntford, pp. 308–313.
69. ↑  Huntford, p. 322.
70. 1 2  Fleming, p. 248.
71. ↑  Huntford, p. 320.
72. ↑  Nansen, p. 127, Vol. II.
73. ↑  Nansen, p. 142, Vol. II.
74. ↑  Huntford, p. 330.
75. ↑  Nansen, p. 145, Vol. II.
76. 1 2  Fleming, p. 249.
77. ↑  Huntford, p. 332.
78. ↑  Huntford, pp. 333–334.
79. ↑  Huntford, pp. 334–336.
80. ↑  Huntford, p. 339.
81. ↑  Huntford, pp. 343–346.
82. ↑  Huntford, pp. 346–351.
83. ↑  Nansen, p. 276, Vol. II.
84. ↑  Huntford, p. 364.
85. ↑  Huntford, pp. 365–368.
86. ↑  Nansen, p. 298, Vol. II.
87. ↑  Huntford, p. 370.
88. ↑  Huntford, p. 373.
89. ↑  Huntford, pp. 375–379.
90. ↑  Huntford, pp. 378–383.
91. 1 2  Fleming, p. 259.
92. ↑  Huntford, pp. 397–398.
93. ↑  Huntford, pp. 403–404.
94. ↑  Huntford, pp. 410–412.
95. 1 2  Fleming, pp. 261–262.
96. ↑  Jackson, pp. 165–166.
97. ↑  Nansen, p. 468, Vol. II.
98. ↑  Nansen, p. 476, Vol. II.
99. ↑  Nansen, pp. 490–492, Vol. II.
100. ↑  Fleming, p. 263.
101. ↑  Huntford, pp. 433–434.
102. ↑  Nansen, pp. 73–78, Vol. II.
103. ↑  Huntford, pp. 315–319.
104. ↑  Fleming, p. 245.
105. ↑  Fleming, p. 252.
106. 1 2 3  Huntford, pp. 423–428.
107. ↑  Berton, p. 498.
108. 1 2  Huntford, p. 393.
109. ↑  New York Times, "Nansen's North Pole Search".
110. ↑  Nansen, pp. 506–507, Vol. II.
111. ↑  Huntford, pp. 435–436.
112. 1 2  Fleming, pp. 264–265.
113. ↑  Huntford, p. 438.
114. 1 2  Aber.
115. ↑  Jones, p. 63.
116. ↑  Nansen, pp. 631–637, Vol. II.
117. ↑  Nansen, p. 633, Vol. II.
118. 1 2  Krishfield.
119. ↑  V. Walfrid Ekman.
120. ↑  Nansen, pp. 12–13, Vol. II.
121. 1 2  Huntford, pp. 1–2.
122. ↑  Riffenburgh, p. 120.
123. ↑  Preston, p. 216.
124. 1 2  Herbert, p. 13.
125. ↑  Nansen, pp. 52–53, Vol. I.
126. ↑  Huntford, p. 442.
127. ↑  Huntford, pp. 560 and 571.
128. ↑  Fairley, pp. 12–16.
129. ↑  Fairley, pp. 293–295.
130. ↑  Fairley, p. 296.
131. ↑  Huntford, p. 666.
132. ↑  Fleming, pp. 316–332.